# Amlach (Tyrol)
Pour les articles homonymes, voir Amlach.
Amlach est une commune autrichienne du district de Lienz dans le Tyrol.